# Ghost Rider (film)
Ghost Rider är en amerikansk långfilm från 2007.

## Handling
Stunt-motorcyklisten Johnny Blaze (Nicolas Cage) var bara tonåring när han sålde sin själ till djävulen Mephistopheles (Peter Fonda). Flera år senare är Johnny en världskänd våghals på dagen, men på natten förvandlas han till Marvels legendariske seriehjälte Ghost Rider. Han är djävulens prisjägare med uppdrag att finna onda själar på jorden och föra dem till helvetet.
Men när ödets nyck för Johnnys gamla kärlek (Eva Mendes) tillbaka in i hans liv, inser han att han har en sista chans till lycka om han kan besegra djävulen och vinna tillbaka sin själ. För att lyckas med detta, måste han besegra Blackheart (Wes Bentley), djävulens ärkefiende och egensinnige son, vars plan (att ta över sin fars rike) kommer att skapa ett inferno på jorden… om inte Ghost Rider lyckas stoppa honom.

## Rollista (i urval)
- Nicolas Cage – Johnny Blaze / Ghost Rider
  - Matt Long – Johnny Blaze (ung)
- Eva Mendes – Roxanne Simpson
  - Raquel Alessi – Roxanne Simpson (ung)
- Wes Bentley – Blackheart / Legion
- Peter Fonda – Mephistopheles
- Sam Elliott – Carter Slade / Phantom Rider / Caretaker
- Donal Logue – Randall "Mack" Mackenzie
- David Roberts – Captain Dolan
- Arthur Angel – Officer Edwards
- Daniel Frederiksen – Wallow
- Laurence Breuls – Gressil
- Mathew Wilkinson – Abigor
- Brett Cullen – Barton Blaze
- Rebel Wilson – Girl in Alley